# Isomma hieroglyphicum
Isomma hieroglyphicum је инсект из реда Odonata и фамилије Gomphidae.

## Угроженост
Ова врста није угрожена, и наведена је као последња брига јер има широко распрострањење.

## Распрострањење
Ареал врсте је ограничен на једну државу. 
Мадагаскар је једино познато природно станиште врсте.

## Станиште
Станишта врсте су шуме, речни екосистеми и слатководна подручја.